# Liste der Straßen und Plätze in Berlin-Karow

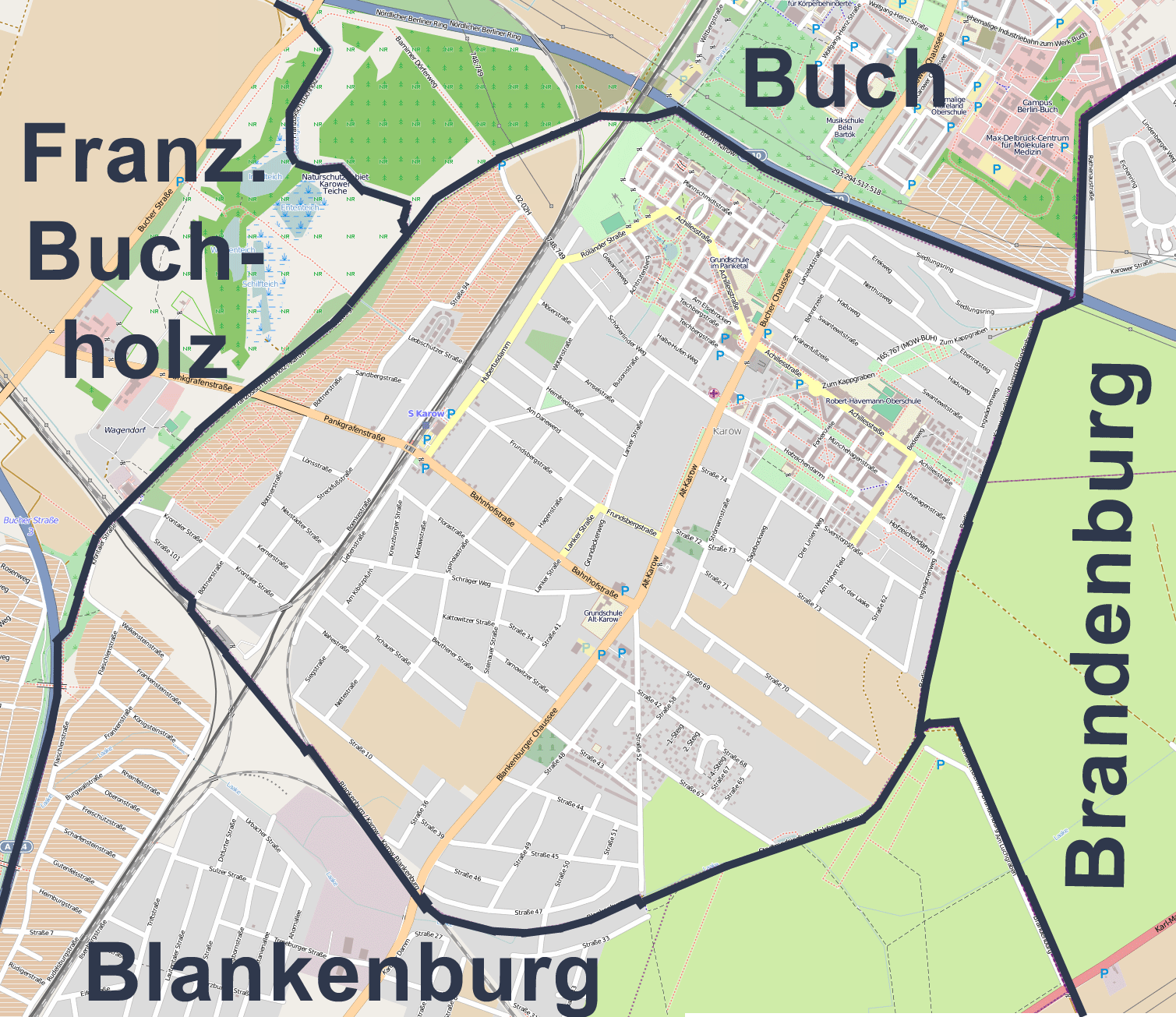
Straßen in Berlin-Karow
(aus: OpenStreetMap)

Die Liste der Straßen und Plätze in Berlin-Karow beschreibt das Straßensystem im Berliner Ortsteil Karow des Bezirks Pankow mit den entsprechenden historischen Bezügen. Gleichzeitig ist diese Zusammenstellung ein Teil der Listen aller Berliner Straßen und Plätze.

## Überblick
Laut amtlichem Straßenverzeichnis beträgt das öffentliche Straßennetz im Ortsteil 121 gewidmete Straßen und Plätze mit einer Gesamtlänge von 62,6 Kilometer, von denen drei Straßen unter dem gleichen Namen in die Nachbarortsteile weitergehen. In der Wohnbebauung der Karower Straßen leben 20.196 Einwohner (Stand: 31. Dezember 2023). Im Ortsteil befinden sich 10,3 Prozent der 604,7 Kilometer des gesamten Bezirks Pankow (einschließlich aller 13 Ortsteile). Der Ortsteil Karow umfasst den Postleitzahlenbereich 13125.

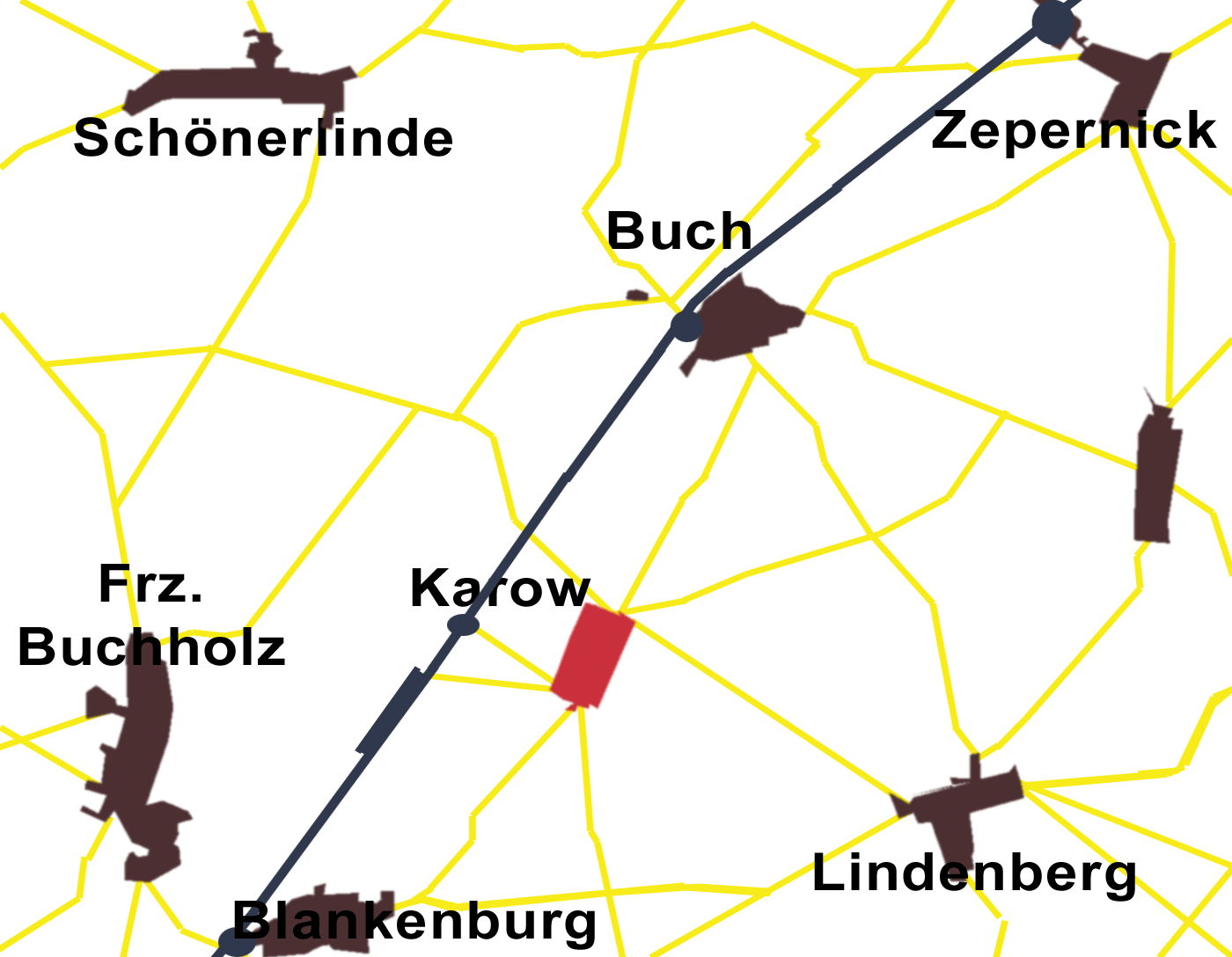
Straßennetz um Karow im Jahr 1880

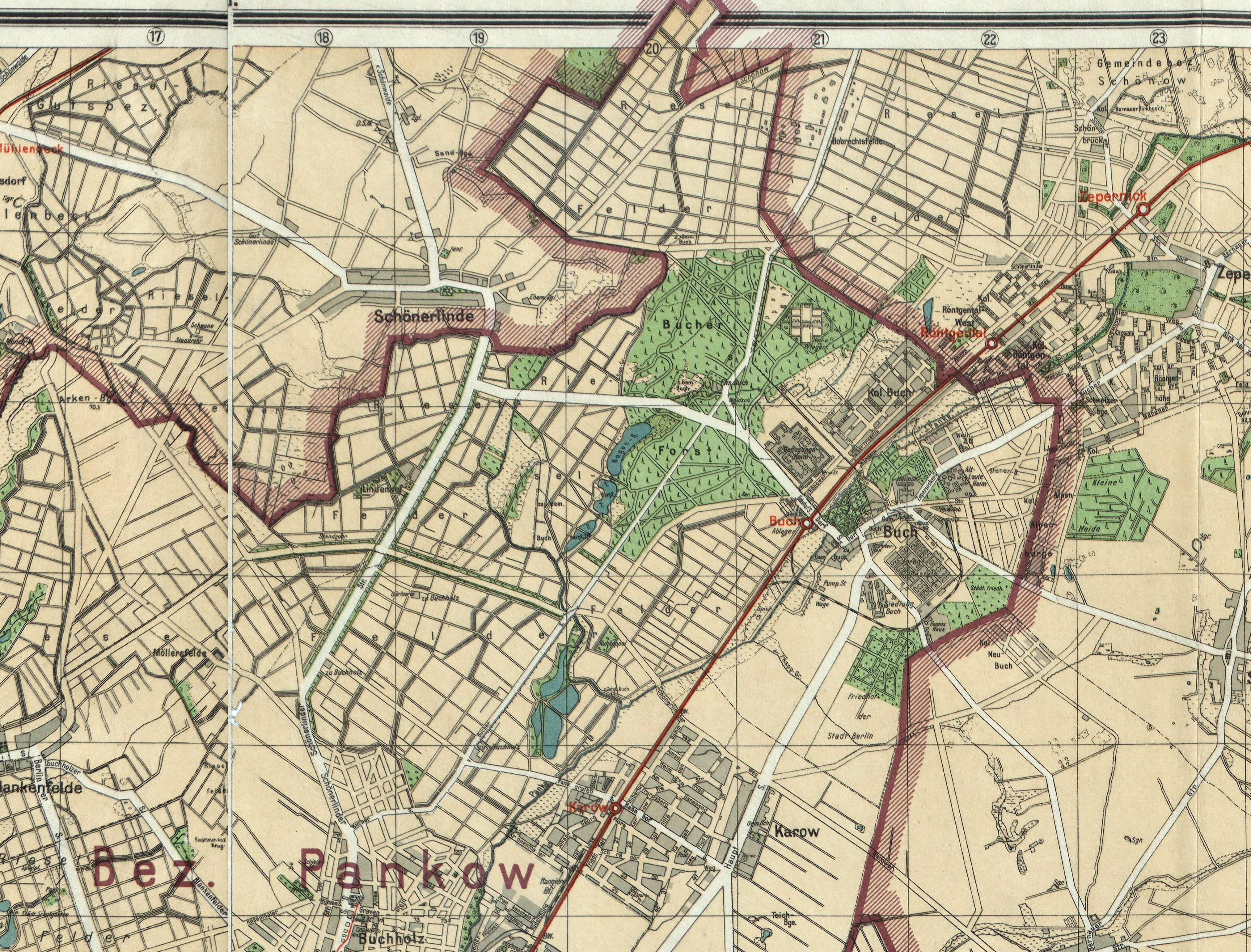
Straßennetz für Buch und Karow um 1925 (Silva-Plan)

Die Entwicklung des Karower Straßennetzes lässt einige Siedlungswellen erkennen. In Karow erfolgte 1898 die erste Parzellierung zu Siedlungszwecken beiderseits der Bahnhofstraße („Bahnhofsviertel“) und der Pankgrafenstraße. Die „durchgezählten“ Straßen des Planungsgebietes (westlich der Stettiner Bahn) im Südwesten des Ortsteils („Pankgrafenviertel“) wurden von Straße 1 bis an die 20er Straßen angelegt und 1926 benannt. Östlich der Stettiner Bahn im – 1926/1927 angelegten – Gebiet südlich des Schrägen Weges wurden die Straßen nach schlesischen Städten benannt. Das damals noch auf Blankenburger Gemarkung gelegene südlich angrenzende Gebiet erhielt 1927 Namen von Nebenflüssen des Rheins („Rheineckviertel“). Ein weiteres Wohnviertel entstand 1932–1934 mit der „Stadtrandsiedlung Buch“, hier wurden Straßen 1934 zunächst nach Hühnerrassen oder lokalbezogen bezeichnet und einige 1938 nach der germanischen Mythologie umbenannt.
Die ersten Straßen wurden (nach Bebauungsplan) systematisch nummeriert, westlich der Stettiner Bahn später mit Eigennamen versehen. Östlich der Blankenburger Chaussee und südlich vom Dorfkern Alt-Karow liegt ein größeres Siedlungsgebiet, „Teichbergviertel“ genannt, in dem die Straßen noch ihre Nummerierung tragen. Ein Planungsraster ist daran erkennbar, dass die 40er und 70er Straßen vorwiegend in West-Ost-Richtung, die 50er und 60er Straßen in Nord-Süd-Richtung liegen. Einige dieser Straßenzüge sind noch im 21. Jahrhundert nicht bebaut.
Der Ausbau des Berliner Außenringes führte 1957 zur Veränderung der Ortsteilgrenzen und zog veränderte Straßenführungen und Umbenennungen (in Bahnnähe) nach sich. Die Änderungen in Karow von 1995 bis in die 2010er Jahre nach Bebauungsplan betreffen das Neubaugebiet Karow-Nord beidseits der Bucher Chaussee, mit der Achillesstraße als Hauptstraße. Das seit 1995 entstehende Wohngebiet liegt an der Ortsteilsgrenze zu Buch zwischen Stettiner Bahn im Westen (Wohngebiet I) und der Stadtgrenze mit dem Ingwäonenweg im Osten (Wohngebiet II). Die Namen der neuen Straßen wurden nach Flurstücken, altansässigen Familien oder örtlichen Besonderheiten wie den Hofzeichen ausgewählt. Typisch für Karow-Nord sind die Straßen mit Mischbebauung aus Siedlungshäusern und Neubauten von Mehrfamilienhäusern, die neu benannten Straßen reichen teilweise in die vorherigen Siedlungsgebiete mit Eigenheimen und Einfamilienhäusern. Im Wohngebiet Karow-Nord sind einige Seitenstraßen (Zufahrtsstraßen zu den Wohnbauten) als Privatstraßen, teilweise mit gesperrtem Zugang, angelegt.

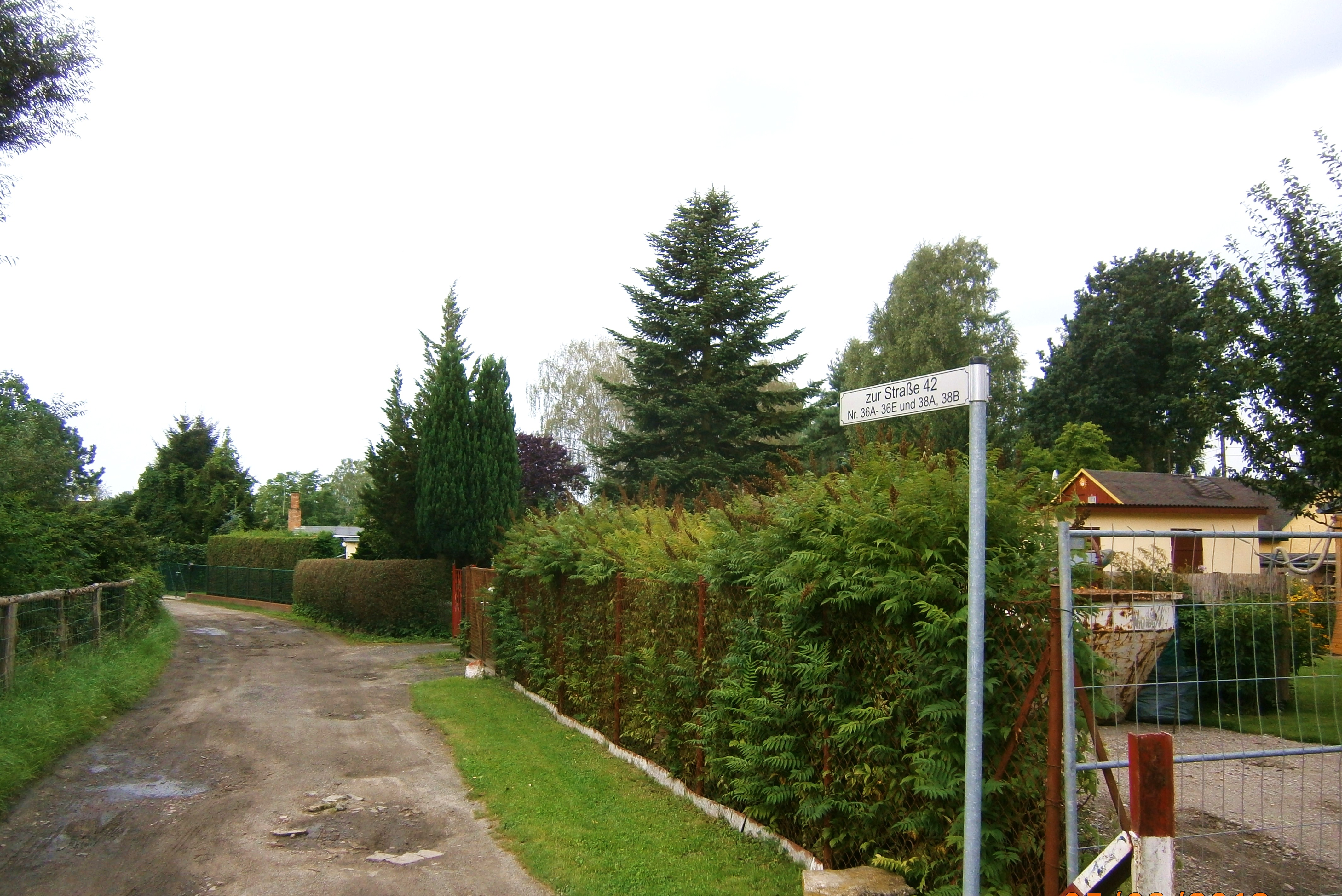
Zufahrtsstraße zu Hintergrundstücken als Privatstraße

Der Flächennutzungsplan enthält im Südosten des Ortsteils Baulandreserveflächen. Dabei bestehen offensichtlich Unterschiede zur Planung. Die erfolgte Eigenheimbebauung östlich und westlich des Geschützten Landschaftsbestandteils „Karower Teichberg“ hob die in Stadtkarten der 2010er Jahre enthaltenen Nummernstraßen 61 und 68 inzwischen auf. Westlich des Teichbergs sind die Grundstücke (mit den Zusätzen A–K in der Nummerierung) der Straße 42 zugewiesen, östlich davon wurden sie der (südlich verlaufenden) Straße 67 zugewiesen. Nicht alle Planungen wurden umgesetzt. Für das Neubaugebiet Karow Nord wurde eine Baustellenzufahrt von der Bundesstraße 2 geschaffen, um das Durchfahren der Siedlungen zu verhindern. Ende der 1990er Jahre wurde diese Straße entlang der Stadtgrenze, Am Luchgraben (Ortsteil Stadtrandsiedlung Malchow) als geplante Verbindung zwischen Karow (Straße 73 und Ingwäonenweg) und der Bundesstraße 2 ausgebaut. Da ein etwa 300 Meter langer Abschnitt auf privatem Gelände liegt, wird eine Vollendung der Straße bislang verhindert. Die Sackgasse im Zuge des Barnimer Dörferweges dient seitdem als Parkplatzzufahrt zum Naturpark Barnim, der Dörferweg verläuft etwas südlicher zur Straße 70.

## Übersicht der Straßen und Plätze
Die nachfolgende Tabelle gibt eine Übersicht über die vorhandenen Straßen und Plätze im Ortsteil sowie einige dazugehörige Informationen.
- Name/Lage: aktuelle Bezeichnung der Straße oder des Platzes. Über den Link Lage kann die Straße oder der Platz auf verschiedenen Kartendiensten angezeigt werden. Die Geoposition gibt die Lage der ungefähren Mitte der Straßenlänge an.
- Im amtlichen Straßenverzeichnis nicht aufgeführte Verkehrswege sind mit * gekennzeichnet.
- Ehemalige oder nicht mehr gültige Straßennamen sind kursiv gesetzt. Für bedeutende ehemalige Straßen oder historische Straßennamen ist gegebenenfalls eine gesonderte Liste vorhanden.
- Länge/Maße in Metern:
Die in der Übersicht enthaltenen Längenangaben sind  gerundete Übersichtswerte, die in Google Earth mit dem dortigen Maßstab ermittelt wurden. Sie dienen Vergleichszwecken und werden, sofern amtliche Werte bekannt sind, ausgetauscht und gesondert gekennzeichnet.
Bei Plätzen sind die Maße in der Form a × b für rechteckige Anlagen und für (ungefähr) dreieckige Anlagen als a × b × c mit a als längster Seite angegeben.
Sofern die Straße auch in benachbarte Ortsteile weiterführt, gibt der Zusatz ‚im Ortsteil‘ an, wie lang der Straßenabschnitt innerhalb des Ortsteils dieses Artikels ist.
- Namensherkunft: Ursprung oder Bezug des Namens.
- Anmerkungen: weitere Informationen über anliegende Baudenkmale oder Institutionen, die Geschichte der Straße und historische Bezeichnungen.
- Bild: Foto der Straße oder eines anliegenden Objektes.

| Name/Lage                     | Länge/Maße (in Metern) | Namensherkunft                                                                                                   | Datum der Benennung | Anmerkungen | Bild |
| ----------------------------- | ---------------------- | --- | ------------------- | --- | --- |
| Achillesstraße (Lage)         | 1750                   | Hermann Achilles († 1920), Karower Schmied und Chronist                                                          | 13. Feb. 1996       | Hermann Achilles war Schmiedemeister in Karow. Er zeichnete die Hofzeichen der Karower Bauern aus der Erinnerung für die Nachwelt auf. Die Achillesstraße liegt zwischen Karestraße und Ingwäonenweg und ist die zentrale West-Ost-Straße im Neubaugebiet Karow-Nord. Die Straße kreuzt die Bucher Chaussee. In der Straße befinden sich sämtliche Geschäfte, Schulen, sowie eine Bibliothek. Die Straße besteht an beiden Enden jeweils aus Tempo-30-Zonen und im mittleren Abschnitt aus einer Hauptstraße. | Achillesstraße/Bucher Chaussee, Nordwest-Ecke · Achillesstraße von der Röländer ostwärts                                      |
| Achtrutenberg (Lage)          | 0400                   | Flurstück Aufn acht Ruten                                                                                        | 13. Feb. 1996       | Vorher als Straße 82 nach Bebauungsplan eingerichtet, liegt sie im Neubaugebiet Karow-Nord zwischen Röländer Straße und Schönerlinder Weg. Das Karower Pfarrgrundstück mit dem Achtrutenweg lag „im 3. Felde (westlich) nach Buchholz zu“. Die Straße verläuft im Bogen entlang des Aue-Teiches. | Achtrutenberg, Blick nordwärts                                                                                                |
| Alt-Karow (Lage)              | 0800                   | nach dem alten Dorfkern                                                                                          | 11. Mai 1938        | Die Hauptstraße des Angerdorfes Karow wurde seit der Besiedlung Dorfstraße genannt. Nach der Eingliederung von Karow zu Groß-Berlin und im Zuge der Beseitigung von mehrfachen Berliner Straßennamen erfolgte eine Umbenennung ähnlich wie bei anderen Ortsteilen. Das Nordende der Dorfstraße ging in der Bucher Chaussee weiter. Mit der Nutzung der Flächen südlich vom Dorfkern erfolgte eine der Hufeisennummerierung folgende Weiterzählung von der Bahnhofstraße zur Gemarkung Blankenburg und zurück zum Malchower Weg. So besaß der Gasthof Lindenpark die Nummer 47 und grenzte unmittelbar am Angergrundstück 1. 1926 erfolgte mit der eigenen Zählung der Blankenburger Chaussee (südliche Fortsetzung) eine Änderung. So bekam der Gasthof die Adresse Dorfstraße 2 und die Schmiede die 4, die Zählung endete gegenüber an der Ecke Bahnhofstraße mit 61. Diese Form der Nummerierung blieb beim berlinweiten Umbenennen der Dorfstraßen – hier zu Alt-Karow – erhalten. | Alt Karow · Der Dorfanger von Alt-Karow nordwärts                                                                             |
| Am Danewend (Lage)            | 0710                   | Danewend, Flurname an der Grenze zu Malchow                                                                      | vor 1920            | Danewend („da wo man wendet“) war ein Streifen zum Wenden des Pfluges und wurde zugleich als Grenzrain zum Nachbarn genutzt. Die Straße liegt zwischen Hubertusdamm und Lanker Straße, unter der Bahnlinie führt sie zur Leobschützer Straße weiter. Sie kreuzt die Busonistraße am Danewendplatz. | Am Danewend, Blick Ost |
| Am Elsebrocken (Lage)         | 0270                   | Flurbezeichnung, Else gehört zu Erle                                                                             | 13. Feb. 1996       | Die Straße liegt in Karow-Nord I zwischen Busoni- und Achillesstraße. Das Flurstück „Aufn Elsebrocken“ (Schönerlinder Weg) lag „im 1. oder buchschen Felde (nördlich vom Dorf)“. Der Name könnte auf einen Erlenbruch zurückzuführen sein, der hier einst wuchs. Else ist gleichbedeutend zu Erle. Die sonst gerade Straße führt über eine scharfe Kurve auf die Achillesstraße. | Am Elsebrocken |
| Am Hohen Feld (Lage)          | 0650                   | Flurstück: Hohes Feld                                                                                            | 20. Mai 1997        | Sie wurde vorher als Straße 87 eingerichtet und mit der Planung von Karow-Nord II umbenannt. Die Straße liegt zwischen Straße 73 und Achillesstraße. Das „Hohe Feld“ war eines der drei Gewanne Karows aus der Zeit der Dreifelderwirtschaft. Auf dem Hohen Feld befindet sich der Teichberg (63 Meter über NN), die höchste Erhebung Karows. Die Straße ist in ihrem nördlichen Abschnitt als Hauptstraße gekennzeichnet. | Am Hohen Feld |
| Am Kiebitzpfuhl (Lage)        | 0210                   | Kiebitzpfuhl, überlieferter Gewässername                                                                         | 9. Nov. 1926        | Zuerst als Straße 26 nach Bebauungsplan eingerichtet, liegt die Straße südlich des Schrägen Weges zur Tichauer Straße. | Am Kiebitzpfuhl |
| Amselstraße (Lage)            | 0380                   | Amsel, Vogelart                                                                                                  | vor 1920            | Die Straße liegt zwischen Wotan- und Lanker Straße und kreuzt die Busonistraße. | Amselstraße |
| An der Laake (Lage)           | 0220                   | Laake, ein hiesiges Fließ                                                                                        | 23. Juni 1997       | Die Straße 88 wurde bei der Planung des Wohngebietes II umbenannt und liegt zwischen Am Hohen Feld und Straße 62. | An der Laake |
| Bahnhofstraße (Lage)          | 1000                   | Bahnhof Karow der Stettiner Bahn                                                                                 | 1882                | Mit der Einrichtung der Straße zwischen dem Dorfkern und dem Bahnhof entwickelte sich zu beiden Seiten ein erstes Siedlungsgebiet am „Dorf Karow“. Westlich der Bahnlinie setzt sich die Trasse als Pankgrafenstraße fort. | Bahnhofstraße, Blick durch die S-Bahnbrücke · Blick in die Bahnhofstraße westwärts                                            |
| Ballonplatz (Lage)            | 0110 × 40 (oval)       | Ballon, ein Luftfahrzeug                                                                                         | 13. Feb. 1996       | Der Platz liegt im Neubaugebiet Nord I und nimmt Bezug auf die Ballonfahrt des Franzosen Jean-Pierre Blanchard am 27. September 1788, der gegen 16:30 Uhr auf freiem Feld zwischen Buch und Karow etwa auf der Fläche des heutigen Platzes zwischen Achilles- und Pfannschmidtstraße startete. | Blick in den Ballonplatz von der Pfannschmidtstraße aus.                                                                      |
| Bedeweg (Lage)                | 0160                   | Bede, eine feudale Steuer                                                                                        | 1. Juni 1997        | In Verlängerung der Straße Am Hohen Feld über die Achillesstraße hinweg begrenzt er den (nichtamtlichen) Platz an den Kasematten im Wohngebiet II. | Bedeweg |
| Beerbaumstraße (Lage)         | 0280                   | Jacob Beerbaum, Kossät in Karow                                                                                  | 13. Feb. 1996       | Die Straße liegt im Wohngebiet I zwischen Achilles- und Pfannschmidtstraße. Die Beerbaums waren eine altansässige Karower Bauernfamilie, seit 1598 war ihr Hofzeichen ‚Vier Eier‘. | Beerbaumstraße, vom Chronisteneck ostwärts                                                                                    |
| Beuthener Straße (Lage)       | 0850                   | Beuthen, Kreisstadt in der früheren Provinz Oberschlesien seit 1945 Bytom (Polen)                                | 9. Nov. 1926        | Vorher als Straße 23, liegt sie südlich des Schrägen Weges, parallel zur Tichauer Straße. | Beuthener Straße |
| Blanchardstraße (Lage)        | 0130                   | Jean-Pierre Blanchard (1753–1809), französischer Ballonfahrer                                                    | 13. Feb. 1996       | Vorher als Straße 99 eingerichtet ist es eine Stichstraße vom Schönerlinder Weg mit Siedlungshäusern in Richtung zum Neubaugebiet Karow-Nord. Blanchard führte 1785 auch in Berlin einen Ballonflug durch und landete auf Karower Flur. | Blanchardstraße |
| Blankenburger Chaussee (Lage) | 1310                   | Blankenburg, südlicher Nachbarort                                                                                | 1878                | Der historische Blankenburger Weg vom südlichen Nachbarort und ein Teil der alten Heerstraße wurde mit der Befestigung als Aktienchaussee in Chaussee umbenannt. Es ist der südliche Teil der Hauptstraße in Verlängerung von Alt-Karow. Das Dorf Karow (bebaute Grundstücke) endete im Süden des Angers am Malchower und Buchholzer Weg, entsprechend begann an der Südostecke die Nummerierung mit Dorfstraße 1. Durch die Nutzung und Bebauung der Felder an beiden Seiten der Chaussee wurden Hausnummern benötigt und die Zählung wurde an der Nordseite der Dorfstraße weiter- und von der Gemarkungsgrenze an der Südseite zurückgeführt. 1926 wurde nun (seit 1920) im Verwaltungsbezirk Pankow von Groß-Berlin diese Zählweise ab Dorfstraße/Straße 52 beginnend mit Grundstück 1 geändert. Die Blankenburger Chaussee wurde eigenständig nummeriert. | Blankenburger Chaussee |
| Boenkestraße (Lage)           | 1550                   | Gerda Boenke (1913–1944), Widerstandskämpferin gegen das NS-Regime                                               | 10. Mai 1951        | Am 7. Juni 1957 wurde der Karower Ast der Rudelsburgstraße und die Straße 2 (südlich der Nord-West-Verbindung am Karower Kreuz) nach dem Bau des Berliner Außenrings in die Boenkestraße einbezogen. Die Straße liegt parallel westlich der Stettiner Bahn vom Bahnkreuz bis an die „KGA Rosengarten“. 1920 als Viktoria-Luise-Straße benannt wurde sie 1951 nach dem Opfer des NS-Regimes umbenannt. | Boenkestraße, Ecke Bahnhofstraße südwärts · Boenkestraße nördlich der Bahnkreuzung, im Blick Brücke der Nord-West-Abzweigung. |
| Bohrerzeile (Lage)            | 0410                   | Bohrer, Hofzeichen vom Bauerngut des Martin Grunow                                                               | 15. Feb. 1997       | Die Straße zwischen Achillesstraße und Nerthusweg über Krähenfußzeile im WG II trug vorher die Bezeichnung Straße 56. | Bohrerzeile, von Krähenfüßzeile nordwärts                                                                                     |
| Böttnerstraße (Lage)          | 1010                   | Johannes Böttner (1861–1919), Gartenbauer in Frankfurt (Oder)                                                    | 9. Nov. 1926        | Vorher als Straße 1 eingerichtet, liegt sie westlich des Rübländer Grabens zwischen Bahnaußenring und Sandbergstraße und kreuzt die Pankgrafenstraße. Am 7. Juni 1957 wurde der zwischen der Krontaler Straße und dem nördlichen Außenring der Reichsbahn gelegene Teil der (Buchholzer) Frankenstraße in die Böttnerstraße einbezogen. Böttner machte sich um die Einführung der Tomate verdient. | Böttnerstraße: südlich der Pankgrafenstraße                                                                                   |
| Bucher Chaussee (Lage)        | 0890 (im Ortsteil)     | Berliner Ortsteil Buch                                                                                           | 1878                | Der historische Bucher Weg zum nördlichen Nachbarort und Teil der alten Heerstraße wurde mit der Befestigung als Aktienchaussee umbenannt. Heute der nördliche Teil der Hauptstraße und Verlängerung von Alt-Karow. Am 1. August 1998 wurde der (nördliche) Teil der Karower Chaussee im Ortsteil einbezogen. | Bucher Chaussee ab Hofzeichendamm nordwärts · Bucher Chaussee, Blickrichtung zur Achillesstraße                               |
| Bunzlauer Straße (Lage)       | 0430                   | Bunzlau, Kreisstadt der früheren Provinz Niederschlesien, nach 1945 Bolesławiec in Polen                         | 26. Nov. 1925       | Die Straße südlich der Bahnhofstraße kreuzt den Schrägen Weg, die Beuthener und die Tichaer Straße und endet im Süden an einer Ackerfläche. | Bunzlauer Straße |
| Busonistraße (Lage)           | 1300                   | Ferruccio Busoni (1866–1924), italienischer Komponist                                                            | 30. Sep. 1927       | Seit etwa 1920 im nördlichen Teil Freyastraße genannt wurde sie 1927 zusammen mit der Straße 5 vereint und umbenannt. Am 17. Mai 1996 wurde sie über die Pfannschmidtstraße im WG I hinaus verlängert und endet vor der ‚Trinkwasserschutzzone‘ entlang der A 10. Gleichzeitig wurde die Straße 98 einbezogen. | Busonistraße: südwärts im Siedlungsgebiet · Busonistraße im nördlichen Teil mit Mehrfamilienhäusern                           |
| Chronisteneck (Lage)          | 0080 × 80 × 50         | Chronisten, hier sind konkret vier Karower Bürger gemeint                                                        | 13. Feb. 1996       | Dieser dreieckige Platz liegt entlang der Achilles- am Abzweig der Beerbaumstraße. | Chronisteneck |
| Danewendplatz (Lage)          | 0120 × 100 × 100       | Danewend, Flurname an der Grenze zu Malchow                                                                      | vor 1920            | Danewend (da man wendet) war ein Streifen zum Umwenden des Pfluges und zugleich konnte es ein Grenzrain sein. Der dreieckige Danewendplatz wird von der Straße Am Danewend sowie der Heimfriedstraße und der Wotanstraße umschlossen. | Danewendplatz, Blick Nord |
| Drei-Linien-Weg (Lage)        | 0390                   | „Drei Linien“, Hofzeichen                                                                                        | 12. Feb. 1997       | Von der vorher als Straße 59 eingerichteten wurde ein Teil angelegt und benannt, er liegt zwischen Straße 73 und Schmiedebankplatz. Das Hofzeichen „Drei Linien“ des Kossätengehöft von Paul Seger bestand schon 1598 und wurde bis ins 20. Jahrhundert benutzt. | Drei-Linien-Weg |
| Ebenrotsteig (Lage)           | 0250                   | Ebenrot, Riese der deutschen Heldensage                                                                          | 11. Mai 1938        | Die Straße liegt zwischen Kappgraben und Ingwäonenweg. | Ebenrotsteig |
| Erekweg (Lage)                | 0530                   | Erek, Ritter aus Artus’ Tafelrunde                                                                               | 11. Mai 1938        | Sie liegt zwischen Bucher Chaussee und dem Nerthusweg, sowie südlich vom Kappgraben und dem Berliner Autobahnring. | Erekweg, Blick vom Nerthusweg nordwärts                                                                                       |
| Florastraße (Lage)            | 0530                   | Luise Florentine Bolle (1873–1931), Landbesitzerin und Tochter von Kerkow                                        | um 1920             | Der einzigen Tochter (Rufname Flora) des Karower Gemeindevorstehers und Landbesitzers Gottfried Karl Kerkow (1845–1922) gehörte um 1927 das Gut Karow. Die Straße liegt zwischen Lieben- und Hagenstraße. | Florastraße |
| Forkenzeile (Lage)            | 0250                   | Forke, Hofzeichen                                                                                                | 15. Feb. 1997       | Die Straße liegt zwischen Hofzeichendamm und Achillesstraße. Die Forke war das Hofzeichen von Brose Hentze in Karow. | Forkenzeile |
| Frundsbergstraße (Lage)       | 0890                   | Georg von Frundsberg (1473–1528), Vater der Landsknechte                                                         | vor 1920            | Vor 1920 als Upstallweg. Die Straße ist im „Großen Verkehrs-Plan Berlin“ von 1920 eingezeichnet und liegt zwischen Alt-Karow und Hubertusdamm. | Frundsbergstraße |
| Gatterweg (Lage)              | 0240                   | Gatter, altes Karower Hofzeichen                                                                                 | 15. Feb. 1997       | Am 14. August 2007 wurde sie zum Ingwäonenweg verlängert. Sie umschließt ein mit Eigenheimen bebautes Gebiet zwischen Siverstorpstraße und Ingwäonenweg. | Gatterweg: westwärts |
| Gewanneweg (Lage)             | 0200                   | Gewanne, Feldkomplexe der Dreifelderwirtschaft                                                                   | 13. Feb. 1996       | Vorher als Straße 80 liegt er zwischen Röländerstraße und Achtrutenberg. Die Karower Dorfflur war in drei große Gewanne unterteilt, in denen jeder Bauer je nach Hufenzahl Ackerstreifen zu bestellen hatte. | Gewanneweg von Röländer Straße ostwärts                                                                                       |
| Grundackerweg (Lage)          | 0260                   | Grundacker, eine alte Flurbezeichnung                                                                            | 1. Feb. 1999        | Die Straße ist nördlich der Bahnhofstraße und der Frundsbergstraße gelegen. | Grundackerweg |
| Haduweg (Lage)                | 0890                   | Hadu, germanischer Held                                                                                          | 11. Mai 1938        | Ab 1934 wurde sie zunächst als Rhodeländersteig in der Stadtrandsiedlung angelegt. Sie liegt zwischen Bucher Chaussee und Ingwäonenweg und ist zwischen den Grundstücken 51 und 60 durch eine bewaldete Fläche unterbrochen. | Haduweg, Blick ostwärts |
| Hagenstraße (Lage)            | 0580                   | Hagen von Tronje, Gestalt aus dem Nibelungenlied                                                                 | vor 1920            | Die Straße liegt nördlich zwischen dem Schrägen Weg und Am Danewend. | Hagenstraße |
| Halbe-Hufen-Weg (Lage)        | 0160                   | Flurstück, Ulricis Verzeichnis der Pfarrgrundstücke „Auf den halben Hufen“ im Gewanne des „2. oder hohen Feldes“ | 13. Feb. 1996       | Die Straße, vorher als Straße 97, liegt zwischen Busoni- und Matestraße und gehört noch zu den Mehrfamilienhäusern in Karow-Nord I. | Halbe-Hufen-Weg westwärts der Matestraße                                                                                      |
| Heimfriedstraße (Lage)        | 0580                   | Heimfried, ein Recke von Dietrich von Bern                                                                       | vor 1920            | Die Straße liegt zwischen Hubertusdamm und Lanker Straße. | Heimfriedstraße von Wotanstraße westwärts                                                                                     |
| Hentzeweg (Lage)              | 0060                   | Hentze, 1738 als Hofbesitzer in Karow belegt                                                                     | 1. Okt. 1996        | Diese mit Eigenheimen bebaute Straße zwischen Ingwäonenweg und Münchehagenstraße ist erst mit einigen Häusern bebaut, sodass der weitere geplante Straßenverlauf noch unvollständig ist. | Hentzeweg |
| Hofzeichendamm (Lage)         | 1040                   | Hofzeichen sind ein Kennzeichen bäuerlicher Anwesen                                                              | 12. Feb. 1997       | Als Straße 76 des Bebauungsplans eingerichtet wurde sie im Verlauf des nach der Richtung als Lindenberger Weg bezeichnete Weges benannt. Der Damm liegt zwischen Alt-Karow / Bucher Chaussee und Ingwäonenweg, östlich jenseits der Stadtgrenze geht er in den Karower Weg über. | Hofzeichendamm / Ecke Alt-Karow ostwärts                                                                                      |
| Hubertusdamm (Lage)           | 0900                   | Hubertus, Bischof von Lüttich                                                                                    | vor 1920            | Er liegt nördlich der Bahnhofstraße bis an den Schönerlinder Weg heran und verläuft östlich parallel zur Stettiner Bahn. Im Norden setzt sie sich im fließenden Übergang als Röländer Straße fort. 2010 wurde am S-Bahnhof Karow am Hubertusdamm eine große Buswendeschleife, sowie mehrere Supermärkte eingerichtet. | Hubertusdamm vom Schönerlinder Weg südwärts                                                                                   |
| Ingwäonenweg (Lage)           | 1210                   | Ingwäonen, germanische Stammesgruppe                                                                             | 11. Mai 1938        | Von 1934 bis 1938 lautete der Name An der Grenze, da sich dieser Weg an der Stadtgrenze nördlich eines Ödlandes von der Straße 73 bis über den Ebenrotsteig etwas südlich der A 10 entlangzieht. Es ist eine Wohnstraße am Feldrand mit dörflichem Charakter, wobei die Bebauung überwiegend aus Einfamilienhäusern besteht, organisatorisch gehört er zum Wohngebiet Karow-Nord und im südlichen Teil zur hiesigen Baureservefläche. Am 21. März 1997 wurde ein Teil der Straße 64 einbezogen. | Ingwäonenweg |
| Karestraße (Lage)             | 0310                   | Kare, Gutsbesitzerfamilie des 13. Jh., Namensgeber für Karow                                                     | 13. Feb. 1996       | Sie ist in der Nordwestecke südlich der Stettiner Bahn und der A 10 zwischen Achilles- und Pfannschmidtstraße gelegen. Kare war 1251 vermutlich der erste Lehnsinhaber des Rittersitzes Karow bei Berlin. Karow war bis 1513 im Besitz der Familie von Kare. | Karestraße |
| Kattowitzer Straße (Lage)     | 0210                   | Kattowitz, oberschlesische Kreisstadt (Polen)                                                                    | 9. Nov. 1926        | Vorher als Straße 30 nach Bebauungsplan eingerichtet, liegt sie zwischen Bunzlauer und Steinauer Straße. | Kattowitzer Straße |
| Kerkowstraße (Lage)           | 0610                   | Gottfried Karl Kerkow (1845–1922), Kommunalpolitiker                                                             | vor 1920            | Am 9. November 1926 wurde zur Kerkowstraße die Straße 28 einbezogen, wodurch sie von der Frundsbergstraße zum Schrägen Weg verlängert wurde. Das Hofzeichen der Dorfschmiede war ein ‚K‘ für Kerkow, der Familie gehörte die Ziegelei und die Mühle. Nach seiner Tochter ließ Kerkow die Viktoria-Luise-Straße benennen (jetzige Boenkestraße). Bereits bei der Ausfertigung der Grundbesitzurkunde für Friedrich von Kare am 22. Mai 1251 wurde ‚Gerardus Kercow‘ als ein Zeuge genannt. | Kerkowstraße |
| Kernerstraße (Lage)           | 0280                   | Justinus Kerner (1786–1862), spätromantischer Dichter                                                            | 9. Nov. 1926        | Vorher als Straße 13 nach Bebauungsplan eingerichtet liegt sie zwischen Böttner- und Boenkestraße. | Kernerstraße |
| Krähenfußzeile (Lage)         | 0390                   | Krähenfuß, ein Hofzeichen                                                                                        | 12. Feb. 1997       | Vorher als Straße 78 nach Bebauungsplan eingerichtet, liegt sie zwischen Bucher Chaussee und Zum Kappgraben. Es gab zwei solcher Hofzeichen, (1) einfacher Krähenfuß des Bauerngutes von Georg Wendlandt, (2) doppelter für den Kossätenhof und den Krug von Bartholomäus Dame. | Krähenfußzeile von Kappgraben westwärts                                                                                       |
| Kreuzburger Straße (Lage)     | 0280                   | Kreuzburg, oberschlesische Kreisstadt (Polen)                                                                    | 9. Nov. 1926        | Vorher als Straße 27 nach Bebauungsplan eingerichtet, liegt sie nördlich des Schrägen Weges und der Florastraße. | Kreuzburger Straße |
| Krontaler Straße (Lage)       | 0740 im Ortsteil       | Kronthal, Mineralbad im Hochtaunuskreis                                                                          | vor 1920            | Von der Ortsteilsgrenze aus Französisch Buchholz kommend führt sie ab Bahnaußenring in Karow nach Osten biegend bis zur Stettiner Bahn. Die Straße ist im Berliner Adressbuch ab 1927 genannt. Es ist eine meist gepflasterte Siedlungsstraße mit Einfamilienhäusern und beidseitigen Fußwegen abwechselnd mit Rasenrändern. | Krontaler Straße, (nördlicher Ast der Straße)                                                                                 |
| Kurze-Enden-Weg (Lage)        | 0120                   | Flurstück „Kurze Enden“ im „2. oder hohen Felde“                                                                 | 13. Feb. 1996       | Sie liegt im Neubaugebiet Karow-Nord I zwischen Gewanne- und Schönerlinder Weg, wobei die Straße nur zum Schönerlinder Weg hin geöffnet ist. | Kurze-Enden-Weg |
| Lanker Straße (Lage)          | 1000                   | Lanke, Ort im Landkreis Barnim                                                                                   | 9. Nov. 1926        | Vorher als Straße 32 nach Bebauungsplan eingerichtet, erhielt sie 1926 den Namen und am 30. September 1927 wurde die Siegfriedstraße einbezogen. Sie liegt zwischen dem Schrägen und dem Schönerlinder Weg und wird auf der Höhe der Frundsbergstraße kurz unterbrochen. | Lanker Straße von Schönerlinder Weg südwärts · Lanker Straße von Amselweg südwärts                                            |
| Lanzelotstraße (Lage)         | 0370                   | Lanzelot, Ritter der Artusrunde.                                                                                 | 1. Juni 1998        | Sie liegt östlich parallel zur Bucher Chaussee zwischen Erek- und (als Sackgasse über) die Swantewitstraße. | Lanzelotstraße, Blick südwärts                                                                                                |
| Leobschützer Straße (Lage)    | 0440                   | Leobschütz, oberschlesische Kreisstadt (Polen)                                                                   | 9. Nov. 1926        | Vorher als Straße 7 nach Bebauungsplan eingerichtet, liegt sie zwischen Straße 94 und durch die Bahnunterführung zum Hubertusdamm, von ihr geht westlich der Bahn ein bebauter Ring gleichen Namens mit Neubauten nach Norden. | Leobschützer Straße Ecke Streckfußstraße westwärts                                                                            |
| Liebenstraße (Lage)           | 0840                   | Robert von Lieben (1878–1913), österreichischer Physiker.                                                        | 31. Mai 1951        | Direkt östlich der Stettiner Bahn südlich der Bahnhofstraße führt sie bis an die Abzweigung zwischen Stettiner Bahn und Außenring. Die bereits vor 1921 als Friedrich-Karl-Straße benannte erhielt ihren jetzigen Namen bei der Umbenennungsaktion des Magistrats von Groß-Berlin im Jahre 1951. | Liebenstraße, am Bahndamm südwärts                                                                                            |
| Lönsstraße (Lage)             | 0230                   | Hermann Löns (1866–1914), Dichter der Lüneburger Heide.                                                          | 9. Nov. 1926        | Vorher als Straße 11 eingerichtet, liegt sie zwischen Böttner und Streckfußstraße. | Lönsstraße von der Streckfußstraße aus westwärts                                                                              |
| Lossebergplatz (Lage)         | 0040 × 40 (rund)       | Losseberg im benachbarten Malchow.                                                                               | 15. Feb. 1997       | Es ist ein Platz mit Kreisverkehr an der Kreuzung der Achillesstraße mit Zum Kappgraben, der schräg Nordost-Südwest über den Platz führt. Den Kern bildet eine rasenbewachsene Rundfläche. | Lossebergplatz, Blick südwärts                                                                                                |
| Matestraße (Lage)             | 0290                   | Mate, hiesiger Flurname.                                                                                         | 13. Feb. 1996       | Als Straße 81 eingerichtet, liegt sie im Wohngebiet Karow-Nord zwischen Schönerlinder Weg und Am Elsebrocken. Pfarrer Ulrici erwähnt die ‚Gänsematen‘ im 2. oder hohen Felde und im Verzeichnis der Bucher Flurnamen (Feldregister von 1725) wird ‚Aufn Kesematen‘ im 1. tem oder Carowschem Feld, vom Schwanebecker Felde genannt. | Matestraße |
| Möserstraße (Lage)            | 0180                   | Möser, altansässige Bauernfamilie.                                                                               | 9. Nov. 1926        | Vorher als Straße 14a nach Bebauungsplan eingerichtet liegt sie zwischen Hubertusdamm und Wotanstraße. | Möserstraße |
| Münchehagenstraße (Lage)      | 0800                   | Münchehagen, langansässige Kossätenfamilie.                                                                      | 15. Feb. 1997       | Die Straße liegt zwischen Strömannstraße und Ingwäonenweg. Dabei ist der westliche Bereich mit neu erbauten Mehrfamilienhäusern bebaut, der östliche Bereich ist noch nahezu unbebaut. Torben Münchehagen war 1598 Eigentümer eines Kossätenhofes, das die „Schmiedebank“ zum Hofzeichen hatte. | Münchehagenstraße, vom Ingwäonenweg westwärts                                                                                 |
| Nahestraße (Lage)             | 0320                   | Nahe, linker Nebenfluss des Rheins                                                                               | 18. Feb. 1927       | Vorher als Straße 28 nach Bebauungsplan eingerichtet liegt sie zwischen Lieben- und Nettestraße, nach den hiesigen Straßennamen auch als Rheinviertel bezeichnet. | Nahestraße |
| Nerthusweg (Lage)             | 0630                   | Nerthus, germanische Göttin                                                                                      | 11. Mai 1938        | Sie liegt zwischen der Bucher Chaussee und Zum Kappgraben. | Nerthusweg, Blick ostwärts |
| Nettestraße (Lage)            | 0250                   | Nette, linker Nebenfluss des Rheins                                                                              | 18. Feb. 1927       | Vorher als Straße 30 liegt sie zwischen Nahestraße und Straße 10 im Gebiet, das als „Rheinviertel“ oder „Rheineck“ bezeichnet wird, da die hiesigen durch die Bahnlinien begrenzten Straßen nach Rheinnebenflüssen benannt sind. | Nettestraße |
| Neustädter Straße (Lage)      | 0350                   | Neustadt, oberschlesische Kreisstadt (Polen)                                                                     | 18. Feb. 1927       | Vorher war sie als Straße 12 nach Bebauungsplan eingerichtet. Sie verlängert den Schrägen Weg durch die Stettiner Bahn nach Westen und liegt zwischen Boenke- und Böttnerstraße. | Neustädter Straße ostwärts gesehen                                                                                            |
| Nordische Straße (Lage)       | 0240                   | mit Bezug zur Ortslage in Berlin                                                                                 | 2. Mai 2007         | Sie ist jüngst als Zugangsstraße für Einfamilienhäuser auf Hintergrundstücken angelegt worden und liegt parallel zu den Straßen 49 und 50. Sie liegt zwischen Straße 44 und 45 und ist jedoch von der Straße 47 als Sackgasse angelegt und zur Straße 45 nicht durchgehend. Für sie wurde der erste namensgebende Straßenname im Gebiet nummerierter Straßen vergeben. Auf der Westseite befinden sich die Grundstücke 1–33 (ungerade) auf der Ostseite nur das Grundstück 16. | Nordische Straße: nordwärts                                                                                                   |
| Pankgrafenstraße (Lage)       | 0630 im Ortsteil       | Pankgraf, Angehöriger eines Berliner Vereins unter Bezug auf die durchfließende Panke                            | vor 1920            | Sie verlängert die Bahnhofstraße und liegt zwischen Boenkestraße und der westlichen Ortsteilgrenze, dabei wechselt ihr Charakter von einer Hauptstraße mit Einfamilienhäusern zu anliegenden Kleingartenanlagen und wird in Französisch Buchholz zur baumbestandenen Landstraße. | |
| Pfannschmidtstraße (Lage)     | 0590                   | Martin Eckart Pfannschmidt (1861–1947), Theologe und Ortschronist                                                | 13. Feb. 1996       | Sie liegt im Neubaugebiet Karow-Nord zwischen Kare- und Beerbaumstraße. | Pfannschmidtstraße |
| Röländer Straße (Lage)        | 0600                   | Flurbezeichnung ‚Aufn Röländer Stücken‘ im 2. oder hohen Felde                                                   | 13. Feb. 1996       | Als Straße 83 eingerichtet, liegt sie im Neubaugebiet Karow-Nord zwischen Schönerlinder Weg (Hubertusdamm) und Pfannschmidtstraße. Die westliche Straßenseite ist eine Grün- und Brachfläche zur Stettiner Bahn hin. | Röländer Straße |
| Rübländerstraße (Lage)        | 0410                   | Rübländer Graben                                                                                                 | vor 1920            | Sie liegt zwischen Pankgrafen- und Sandbergstraße nahe dem Rübländer Graben. Rübländer selbst ist von einem Flurstück im 3. Felde (westlich nach Buchholz zu) abgeleitet. | Rübländerstraße |
| Rutenzeile (Lage)             | 0160                   | Flurname „Auf den 6 Ruhten“                                                                                      | 13. Feb. 1996       | Als Straße 90 eingerichtet liegt sie im Neubaugebiet Karow-Nord zwischen Halbe-Hufen-Weg und Am Elsenbrocken. Sie wird zwischendurch von einem Grünstreifen unterbrochen | Rutenzeile, von Teichbergstraße nordwärts                                                                                     |
| Rybniker Straße (Lage)        | 0400                   | Rybnik, oberschlesische Kreisstadt (Polen)                                                                       | 18. Feb. 1927       | Vorher als Straße 28 nach Bebauungsplan eingerichtet liegt sie zwischen Nahestraße und Schräger Weg und wird von der Kerkowstraße verlängert. | Rybniker Straße |
| Sägebockweg (Lage)            | 0520                   | Sägebock, Hofzeichen von Hans Bötzow                                                                             | 15. Feb. 1997       | Vorher als Straße 58 bezeichnet liegt sie zwischen Straße 71 und Siverstorpstraße, sie ist mit Einfamilienhäusern bebaut. | Sägebockweg |
| Sandbergstraße (Lage)         | 0240                   | Flurname der Karow-Bucher Feldmark                                                                               | 9. Nov. 1926        | Vorher als Straße 8 eingetragen liegt sie zwischen Streckfuß- und Böttnerstraße. Beim namensgebenden Sandberg handelt es sich vermutlich um den Achtrutenberg. | Sandbergstraße Ecke Streckfußstraße westwärts                                                                                 |
| Schmiedebankplatz (Lage)      | 0140 × 60              | Schmiedebank, das Hofzeichen eines alten Karower Kossätenhofs                                                    | 15. Feb. 1997       | Der Schmiedebankplatz ist eine rechteckige Aufweitung des Hofzeichendamms und trennt den westlichen (auf der Nordseite mit Mehrfamilienhäusern bebauten) Abschnitt und dem östlich gelegenen Eigenheimgebiet. | Schmiedebankplatz |
| Schönerlinder Weg (Lage)      | 1260                   | Schönerlinde, nordwestlicher Nachbarort                                                                          |                     | Der alte Verbindungsweg zwischen den Ortschaften Karow und Schönerlinde, heute verliert er sich westlich der Panke als Feldweg durch den Norden des NSG Karower Teiche. Dies und der Weg durch den Ortsteil ist Bestandteil des Wanderweges Barnimer Dörferweg. Der Weg liegt zwischen Alt-Karow / Bucher Chaussee und der Pankebrücke im Westen. | Schönerlinder Weg, Pankebrücke · Schönerlinder Weg / Ecke Matestraße westwärts                                                |
| Schräger Weg (Lage)           | 0960                   | Schräg zu den umgebenden Straßen                                                                                 | vor 1920            | Der überlieferte Name Buchholzer Weg (Weg nach Französisch-Buchholz) wurde um 1900 als Schräge Straße benannt und um 1920 als Schräger Weg „zurückgestuft“. Er verläuft von der Bahnhofstraße nahe Alt-Karow zur Liebenstraße, wo er unter der Stettiner Bahn durchgeführt wird. Dort setzt sie sich als Neustädter Straße fort. | Schräger Weg |
| Siedlungsring (Lage)          | 1500                   | erschließt im Ring die hiesige Siedlung                                                                          | 2. Aug. 1972        | Er erschließt die Siedlung II der „Stadtrandsiedlung Buch“ – im Osten als Ringstraße eingerichtet – zwischen Kappgraben und A 10 und der Bucher Chaussee und reicht bis zur östlichen Ortsteilsgrenze. | Siedlungsring, in Höhe Kappgraben ostwärts · Siedlungsring im Siedlungsgebiet                                                 |
| Siegstraße (Lage)             | 0260                   | Sieg, rechter Rheinnebenfluss                                                                                    | 9. Nov. 1926        | Vorher als Straße 29 bezeichnet, liegt sie zwischen Straße 10 und Nahestraße in einem Gebiet das wegen der Lage an der Bahnkreuzung und der hiesigen namensgebenden Rheinnebenflüsse auch „Rheineck“ genannt wird. | Siegstraße |
| Siverstorpstraße (Lage)       | 0820                   | Siverstorp, Hofinhaber im 15. Jahrhundert                                                                        | 15. Feb. 1997       | Vorher als Straße 75 eingerichtet liegt sie zwischen Strömannstraße und Ingwäonenweg. Ein nördlicherer Verlauf ist mit Mehrfamilienhäusern von Karow-Nord II bebaut, jedoch nach Osten und Süden dominiert die Eigenheimbebauung. Siverstorp ist als erster Hofinhaber im Lehnsregister von 1483 für Karow erwähnt. | Siverstorpstraße |
| Spinolastraße (Lage)          | 0690                   | Carl Robert Alexander Spinola (19./20. Jh.), Kommunalpolitiker                                                   | vor 1920            | Die Straße liegt beidseits der Bahnhofstraße zwischen Schräger Weg und Am Danewend. Spinola war vor 1915 Administrator des Berliner Stadtguts Malchow und Amtsvorsteher von Malchow und Karow. | Spinolastraße |
| Steinauer Straße (Lage)       | 0350                   | Steinau, niederschlesische Kreisstadt (Polen)                                                                    | 26. Nov. 1925       | Die Straße wurde bei ihrer Benennung im Verlauf von Straße 31 und Straße 40 nach Bebauungsplan angelegt, sie liegt zwischen Beuthener Straße und Schräger Weg, wo sie sich als Hagenstraße fortsetzt. | Steinauer Straße |
| Straße 10 (Lage)              | 0300                   | bestehender Name wie im Bebauungsplan                                                                            | vor 1914            | Sie liegt im „Rheineck“ zwischen Siegstraße und dem Abschluss der Grundstücke der Nettestraße und geht unmittelbar in die Straße 40 über, die durch Ackerflächen zur Chaussee anbindet. | Straße 10 |
| Straße 34 (Lage)              | 0190                   | bestehender Name wie im Bebauungsplan                                                                            | vor 1914            | Sie liegt zwischen Steinauer Straße und Straße 41. | Straße 34 |
| Straße 36 (Lage)              | 0310                   | Name wie im Bebauungsplan                                                                                        | vor 1914            | Sie liegt zwischen Straße 39 und Straße 40, geht aber beidseits über diese Straßen als Sackgasse hinaus, im Süden führt sie bis zum Bahndamm und der Ortsteilgrenze. | Straße 36 |
| Straße 38 (Lage)              | 0030                   | Name wie im Bebauungsplan                                                                                        | vor 1914            | Sie liegt als kurze Querstraße mit dem einzigen Grundstück Nr. 1 am südlichen Ende von Straße 36 parallel zum Bahndamm. Sie ist der asphaltierte Zugang zum Stellwerk AKO am Berliner Außenring. | Straße 38 westwärts von der Straße 36 gesehen                                                                                 |
| Straße 39 (Lage)              | 0140                   | Name wie im Bebauungsplan                                                                                        | vor 1914            | Sie verbindet die Straße 36 mit der Blankenburger Chaussee und setzt sich als Straße 45 fort. Sie beginnt unmittelbar westlich der Karower Brückenrampe zur Sellheimbrücke. | Straße 39 in Blickrichtung nach Westen                                                                                        |
| Straße 40 (Lage)              | 0250                   | Name wie im Bebauungsplan                                                                                        | vor 1914            | Sie liegt zwischen Straße 36 und Straße 10 und führt durch Ackerfläche, sie verbindet die Hauptstraße Blankenburger Chaussee mit dem „Rheinviertel“, wo die Straßen durch die Bahnverbindung zwischen Stettiner Bahn und Berliner Außenring in einer lokalen Randlage sind. | Straße 40 |
| Straße 41 (Lage)              | 0340                   | Name wie im Bebauungsplan                                                                                        | vor 1914            | Die asphaltierte Straße mit Baumbestand und Siedlungscharakter liegt zwischen Tarnowitzer Straße und Schräger Weg. | Straße 41: nordwärts |
| Straße 42 (Lage)              | 0770                   | Name wie im Bebauungsplan                                                                                        | vor 1914            | Sie liegt zwischen Blankenburger Chaussee und dem Teich am Geschützten Landschaftsbestandteil Teichberg. Die Umbildung zu einem neu bebauten Eigenheimgebiet erschließt westlich vom Teich die südlichen Grundstücke mit Zufahrtsstraßen durch die Straße 42, die Grundstücke westlich vom Teich werden durch Zufahrtsstraßen von der Straße 67 nach Norden erschlossen. | Straße 42 westwärts |
| Straße 43 (Lage)              | 0300                   | Name wie im Bebauungsplan                                                                                        | vor 1914            | Sie liegt zwischen Blankenburger Chaussee und Straße 52. Im östlichen Teil wurde der vorhergehende Straßenverlauf der eine Eigenheimsiedlung 1–19 (ungerade) umlief geändert. Nunmehr sind bislang brachliegende Flächen mit zwei Hausreihen mit mehreren dreistöckigen Wohnblöcken mit Eigentumswohnungen bebaut worden. Dafür wurde die Straße 50 nach Norden verlängert. | Straße 43 · Straße 43 |
| Straße 44 (Lage)              | 0550                   | Name wie im Bebauungsplan                                                                                        | vor 1914            | Sie liegt zwischen Blankenburger Chaussee und Straße 52. | Straße 44 |
| Straße 45 (Lage)              | 0710                   | Name wie im Bebauungsplan                                                                                        | vor 1914            | Sie verbindet die Straße 52 mit der Blankenburger Chaussee und setzt sich als Straße 39 fort. | Straße 45 |
| Straße 46 (Lage)              | 0260                   | Name wie im Bebauungsplan                                                                                        | vor 1914            | Sie liegt parallel zu Straße 47 und 45 zwischen Blankenburger Chaussee (an der Brückenrampe der Sellheimbrücke) und Straße 49. | Straße 46 |
| Straße 47 (Lage)              | 0820                   | Name wie im Bebauungsplan                                                                                        | vor 1914            | Sie liegt zwischen Blankenburger Chaussee unterhalb der Sellheimbrücke zur Straße 50 und weiter im Bogen zur Straße 45. | Straße 47 ostwärts von der Blankenburger Chaussee · Straße 47: südwärts von Straße 45 gesehen                                 |
| Straße 48 (Lage)              | 0800                   | Name wie im Bebauungsplan                                                                                        | vor 1914            | Sie liegt zwischen Straße 45 und Straße 42 im Eigenheimgebiet. | Straße 48 südwärts |
| Straße 49 (Lage)              | 0500                   | Name wie im Bebauungsplan                                                                                        | vor 1914            | Die asphaltierte Straße mit Rasenbanketten beidseits liegt zwischen Straße 47 und Straße 44. | Straße 49 nordwärts |
| Straße 50 (Lage)              | 0660 (im Ortsteil)     | Name wie im Bebauungsplan                                                                                        | vor 1914            | Die asphaltierte Wohnstraße mit beidseitigem Rasenbankett und mit (teils älteren) Einfamilienhäusern bebaut liegt zwischen Straße 31/33 in Blankenburg und geht an der Laake-Brücke in den Ortsteil Karow über, sie kreuzt Straße 47, 45 und 44 und endete auf Brachland, die seit den 1910er Jahren mit Neubau-Wohnblöcken bebaut ist. Dadurch wurde der bisherige geknickte Verlauf der Straße 43 begradigt und die Straße 50 wurde nach Norden mit Anschluss an die Straße 52 verlängert. | Straße 50 |
| Straße 51 (Lage)              | 0160                   | Name wie im Bebauungsplan                                                                                        | vor 1914            | Die unbefestigte Siedlungsstraße mit beidseits Rasenbankett liegt mit beidseits je zehn Einfamilienhäusern der 1960er und 1970er Jahre zwischen Straße 45 und Straße 44. | Straße 51: nordwärts |
| Straße 52 (Lage)              | 1100                   | Name wie im Bebauungsplan                                                                                        | vor 1914            | Die Wohnstraße mit dörflichem Charakter und überwiegend Einfamilienhäusern liegt zwischen Blankenburger Chaussee / Alt-Karow und der Ortsteilgrenze, über die Straße 45 hinweg es sie als Sackgasse geführt. Als gleichnamiger Fuß- und Wanderweg führt sie nach Blankenburg und Stadtrandsiedlung Malchow durch den Stadtrandpark Neue Wiesen. | Straße 52, von Alt-Karow südwärts                                                                                             |
| Straße 58 (Lage)              | 0310                   | Name wie im Bebauungsplan                                                                                        | vor 1914            | Sie liegt an der Straße 70 südlich als Sackgasse abgehend und zwischen Straße 69 und Straße 52. Die Straße 58 besitzt einen Ast nördlich des Brachlandes zur Straße 70, dieser gehört zur Kolonie „Karow Straße 70“. Nach der umliegenden Nummerierung insbesondere im Vergleich zu Straße 58 liegt sie in einem unvollendeten Raster von Baureservefläche. | Straße 58 · Straße 58 nordwärts gesehen                                                                                       |
| Straße 59 (Lage)              | 0110                   | Name wie im Bebauungsplan                                                                                        | vor 1914            | Sie geht mit einem Grundstück von Straße 70 südlich ab und endet auf Ackerland. Nach der umliegenden Nummerierung insbesondere im Vergleich zu Straße 58 liegt sie in einem unvollendeten Raster von Baureservefläche. | Straße 59: südlich Straße 70                                                                                                  |
| Straße 60 (Lage)              | 0110                   | Name wie im Bebauungsplan                                                                                        | vor 1914            | Sie liegt zwischen Straße 70 als Sackgasse abgehend und endet am Feld. Nach der umliegenden Nummerierung insbesondere im Vergleich zu Straße 58 liegt sie in einem unvollendeten Raster von Baureservefläche. | Straße 60: südlich Straße 70                                                                                                  |
| Straße 62 (Lage)              | 0270                   | Name wie im Bebauungsplan                                                                                        | vor 1914            | Die Straße 62 liegt südlich der Sivertorpstraße bis etwas über die Straße 70 und ist im Verlauf durch eine Brachfläche geteilt. Nach der umliegenden Nummerierung insbesondere im Vergleich zu Straße 58 liegt sie in einem unvollendeten Raster von Baureservefläche. Für die Straße 62 sind die Grundstücke 10–104 (gerade) und 81–101 (ungerade) reserviert. | Straße 62 · Straße 62: südlich Straße 70 ins Brachland hinein                                                                 |
| Straße 63 (Lage)              | 0050                   | Name wie im Bebauungsplan                                                                                        | vor 1914            | Sie geht mit dem Grundstück 3 (fortlaufend) von Straße 70 südlich ab und endet auf Ackerland. Nach der umliegenden Nummerierung insbesondere im Vergleich zu Straße 58 liegt sie in einem unvollendeten Raster von Baureservefläche. | Straße 63: südlich Straße 70                                                                                                  |
| Straße 64 (Lage)              | 0050                   | Name wie im Bebauungsplan                                                                                        | vor 1914            | Sie geht mit den Grundstücken 1–3 (fortlaufend) von Straße 70 südlich ab und endet auf Ackerland. Nach der umliegenden Nummerierung insbesondere im Vergleich zu Straße 58 liegt sie in einem unvollendeten Raster von Baureservefläche. Ein nördlicher Teil der Straße 64 (parallel zur Straße 62) wurde am 21. März 1997 in den Ingwäonenweg einbezogen und bebaut. | Straße 64: südlich der Straße 70.                                                                                             |
| Straße 66 (Lage)              | 0030                   | Name wie im Bebauungsplan                                                                                        | vor 1914            | Eine gewidmete aber nahezu unbebaute Straße die auf Brachland führt. Sie geht von der Straße 52 ostwärts ab und besteht aus den Grundstücken 1–3 (Fortlaufend) auf der Nordseite. In der Fassung der K5 (Farbausgabe) sind zwischen Straße 67 (südlich) und 66 (nördlich) Bebauungsflächen eingezeichnet, aber Mitte der 2010er Jahre[veraltet] besteht hier noch Ackerfläche. | Gesamtlänge der Straße 66 |
| Straße 67 (Lage)              | 0650                   | Name wie im Bebauungsplan                                                                                        | vor 1914            | Die Wohnstraße mit Einfamilienhäusern liegt zwischen Straße 52 und der Ortsteilgrenze an der Laake. An der Südseite sind 120 Meter mit den Grundstücken 2–12a und auf der Nordseite 400 Meter der Grundstücke 1–43 bebaut. Westlich des „Teich“ (namengebend für den anliegenden Teichberg) liegen die Grundstücke 180 Meter (33–33f bis 39–39g). Die Straße geht ostwärts als Fußweg in Brachland über. Die hier projektierten Straßen 65 und 68 sind noch nicht angelegt und in der aktuellen „Karte von Berlin 1:5000 (K5-Farbausgabe)“. | Straße 67 |
| Straße 69 (Lage)              | 0580                   | Name wie im Bebauungsplan                                                                                        | vor 1914            | Sie liegt zwischen Straße 52 und Straße 58 und führt als Sackgasse weiter in Brachland. Nur die Südseite der Straße ist mit Siedlungshäusern bebaut, die Nordseite ist Grünland. Sie führt auf den Teichberg. | Straße 69 |
| Straße 70 (Lage)              | 1100                   | Name wie im Bebauungsplan                                                                                        | vor 1914            | Die mit Einfamilienhäusern mit dörflichem Charakter bebaute Wohnstraße liegt im Zuge des Wanderweges Barnimer Dörferweg zwischen Strömannstraße und Straße 64. Zudem gibt es einen kurzen Ast der östlich von Alt-Karow abgeht. | Straße 70 – ostwärts · Straße 70 – westwärts                                                                                  |
| Straße 71 (Lage)              | 0170                   | Name wie im Bebauungsplan                                                                                        | vor 1914            | Sie zweigt von der Strömannstraße ab und geht fließend in den Sägebockweg über. | Straße 71 – ostwärts |
| Straße 72 (Lage)              | 0170                   | Name wie im Bebauungsplan                                                                                        | vor 1914            | Sie liegt zwischen Strömannstraße und Alt-Karow, wobei südlich und nördlich Teile des Friedhofs der Dorfkirche Karow anliegen. Die Fortsetzung jenseits der Strömannstraße gehört zur Straße 73. | Straße 72 |
| Straße 73 (Lage)              | 0880                   | Name wie im Bebauungsplan                                                                                        | vor 1914            | Sie zweigt von der Strömannstraße ab und geht fließend in den Ingwäonenweg über. | Straße 73 / Ecke Stömannstraße · Straße 73 vom östlichen Ende aus                                                             |
| Straße 74 (Lage)              | 0230                   | Name wie im Bebauungsplan                                                                                        | vor 1914            | Sie liegt zwischen Alt-Karow und Strömannstraße. | Straße 74, ab Alt-Karow ostwärts gesehen                                                                                      |
| Straße 86 (Lage)              | 0220                   | Name wie im Bebauungsplan                                                                                        | vor 1914            | Sie liegt zwischen Straße 101 und der Krontaler Straße beidseits als Sackgasse weitergehend. | Straße 86 |
| Straße 94 (Lage)              | 0860                   | Name wie im Bebauungsplan                                                                                        | vor 1914            | Sie liegt zwischen Sandbergstraße und Schönerlinder Weg. Auf der Westseite begrenzt sie Kleingartenanlagen und auf der Ostseite wird sie vom Rübländer Graben begleitet. | Straße 94 |
| Straße 100 (Lage)             | 0190                   | Name wie im Bebauungsplan                                                                                        | vor 1914            | Sie geht fließend aus der Straße 101 hervor, kreuzt die Krontaler Straße und erschließt die Kleingartenanlage Pankeniederung. | Straße 100 |
| Straße 101 (Lage)             | 0140                   | Name wie im Bebauungsplan                                                                                        | vor 1914            | Sie liegt zwischen Straße 86 und 100 entlang am Bahndamm der Berliner Außenringes. | Straße 101 |
| Streckfußstraße (Lage)        | 1260                   | Adolf Carl Streckfuß (1823–1895), Schriftsteller und Historiker.                                                 | 31. Mai 1951        | Die Straße verläuft parallel zwischen Böttner- (westlich) und Boenkestraße (östlich). Am 7. Juni 1957 wurden die Straße 5 und der Teil der Straße 2 nördlich der Bahnverbindung Karow zum Außenring nach West in die Streckfußstraße einbezogen. Sie verbindet die Leobschützer Straße mit der Krontaler Straße und endet als Sackgasse vor dem Karower Kreuz. | Streckfußstraße Ecke Bahnhofstraße nordwärts                                                                                  |
| Strömannstraße (Lage)         | 0800                   | Brose Strömann, seit 1572 Hofbesitzer in Karow                                                                   | 15. Feb. 1997       | Als Straße 56 eingerichtet liegt sie zwischen Straße 70 im Süden und Zum Kappgraben im Norden. Sie endet jeweils als Sackgasse; Im Süden auf Ackerland, im Norden wird nur ein Fußweg zur Achillesstraße durchgezogen. | Strömannstraße am südlichen Ende · Strömannstraße am nördlichen Ende                                                          |
| Swantewitstraße (Lage)        | 0850                   | Swantewit, altslawische Hauptgottheit                                                                            | 11. Mai 1938        | Zunächst 1934 als Leghornsteig in der „Stadtrandsiedlung Buch“ eingerichtet, liegt sie westlich der Lanzelotstraße und dem Ingwäonenweg im Osten. | Swantewitstraße, von Bohrerzeile ostwärts                                                                                     |
| Tarnowitzer Straße (Lage)     | 0320                   | Tarnowitz, oberschlesische Kreisstadt (Polen)                                                                    | 9. Nov. 1926        | Vorher als Straße 35 eingerichtet, liegt sie zwischen Steinauer Straße und Blankenburger Chaussee. | Tarnowitzer Straße von Chaussee westwärts gesehen                                                                             |
| Teichbergstraße (Lage)        | 0400                   | Flurname „Aufm Deich-Berge“                                                                                      | 13. Feb. 1996       | Das Pfarrgrundstück „Aufm Deich-Berge“ lag im „2. oder hohen Felde (östlich vom Dorf)“, der Teichberg ist die höchste Erhebung in Karow und der dortige Teich ist eine seit 1871 vollgelaufene Sandgrube. Die so benannte Straße liegt jedoch im Neubaugebiet Karow-Nord weitab zwischen Busonistraße und Bucher Chaussee, der Teichberg (Geschützter Landschaftsbestandteil) mit 63 Metern ü. NN liegt zwischen Straße 42 und Straße 67. | Teichbergstraße |
| Tichauer Straße (Lage)        | 0680                   | Tichau, oberschlesische Stadt                                                                                    | 9. Nov. 1926        | Vorher als Straße 24 des Bebauungsplanes eingerichtet, liegt sie zwischen Lieben- und Bunzlauer Straße. Sie endet als Sackgasse auf Ackerland. | Tichauer Straße |
| Wotanstraße (Lage)            | 0470                   | Wotan, nordischer Gott                                                                                           | vor 1920            | Sie liegt zwischen Am Danewend und Schönerlinder Weg. | Wotanstraße |
| Zum Kappgraben (Lage)         | 1110                   | Kappgraben, hiesiges Fließ                                                                                       | 15. Feb. 1997       | Historischer Verbindungsweg zum Nachbarort bis 1938 als Schwanebecker Weg überliefert, erhielt er 1938 die amtliche Bezeichnung Straße 57. Der Kappgraben war bis ins 18. Jahrhundert die Grenze der Gemarkungen von Buch und Karow, durch den Autobahnbau wurde der Grenzverlauf angepasst. Über den Kappgraben liegt ein Fuß- und Radweg zum Siedlungsring. Die Straße ist vor allem im südlichen Bereich öfters für Kraftfahrzeuge gesperrt und ein Fußweg. Die Straße beginnt an der Bucher Chaussee / Alt-Karow und endet am Siedlungsring | Zum Kappgraben von Alt-Karow / Bucher Chaussee aus nach Nordost                                                               |

## Geplante und einstige Straßen
Die mit Nummern benannten Straßen sind im Ortsteil teilweise nicht komplett umbenannt worden.
| Vormals               | von         | bis      | umbenannt in             | Anmerkungen                                                                    |
| --------------------- | ----------- | -------- | ------------------------ | ------------------------------------------------------------------------------ |
| An der Grenze         | 1934        | 1938     | → Ingwäonenweg           | An der östlichen Stadtgrenze                                                   |
| Blankenburger Weg     | 19. Jh.     | 1878     | → Blankenburger Chaussee | Vor der Befestigung als Chaussee                                               |
| Bucher Weg            | 19. Jh.     | 1878     | → Bucher Chaussee        | Vor der Befestigung als Chaussee                                               |
| Dorfstraße            | 18. Jh.     | 1938     | → Alt-Karow              | Zentrale Straße des Angerdorfes                                                |
| Freyastraße           | 1920        | 1927     | → Busonistraße           | Freya, eine germanische Göttin                                                 |
| Friedrich-Karl-Straße | vor 1921    | 1951     | → Liebenstraße           | Namensgeber Friedrich Karl Nikolaus (1828–1885), Prinz von Preußen             |
| Leghornsteig          | 1934        | 1938     | → Swantewitstraße        | Leghorn: Hühnerrasse                                                           |
| Lindenberger Weg      | vor 1870    | 1997     | → Hofzeichendamm         | Historische Verbindung zum Nachbarort.                                         |
| Rhodeländersteig      | 1934        | 1938     | → Haduweg                | Rhodeländer Hühnerrasse                                                        |
| Schwanebecker Weg     | 19. Jh.     | 1938     | → Straße 57              | Historische Verbindung zum Nachbarort.                                         |
| Siegfriedstraße       |             | 1927     | → Lanker Straße          | Siegfried, auch Sigurd, Gestalt der nordischen Heldensage.                     |
| Upstallweg            | überliefert | vor 1920 | → Frundsbergstraße       | Der Weg führte vom Dorf zum Upstall.                                           |
| Viktoria-Luise-Straße | vor 1920    | 1951     | → Boenkestraße           | Viktoria Luise Kerkow, Ehefrau des Gemeindevorstehers → Gottfried Karl Kerkow. |

## Weitere Örtlichkeiten von Karow

### Kleingartenanlagen (Kolonien)
Soweit enthalten wurden die Angaben aus dem Kleingartenentwicklungsplan Berlin der Senatsverwaltung für Stadtentwicklung 2004 entnommen. Die zur Naherholung bestimmten Parzellen, bei ihrer Aufteilung Kolonien genannt, sind in allen Straßenlisten einheitlich mit Kleingartenanlagen (KGA) bezeichnet worden.
- KGA Am Teichberg (Lage) auf 7,7 Hektar.
- KGA Bullenwiese (Lage) auf 8,1 Hektar mit 136 Parzellen.
- KGA Kastanienhain (Lage) auf 7,7 Hektar mit 128 Parzellen.
- KGA Pankeniederung (Lage) auf 13,1 Hektar mit 224 Parzellen.
- KGA Rosengarten (Lage) mit 94 Parzellen auf 5 Hektar mit 205 Parzellen.
- KGA Rübländer Graben (Lage) auf 6,5 Hektar mit 133 Parzellen.
- KGA Alt-Karow (Straße 70) (Lage) auf 2 Hektar mit 51 Parzellen, sie erstreckt sich entlang der Straße 70.

### Parks und sonstige Freiflächen

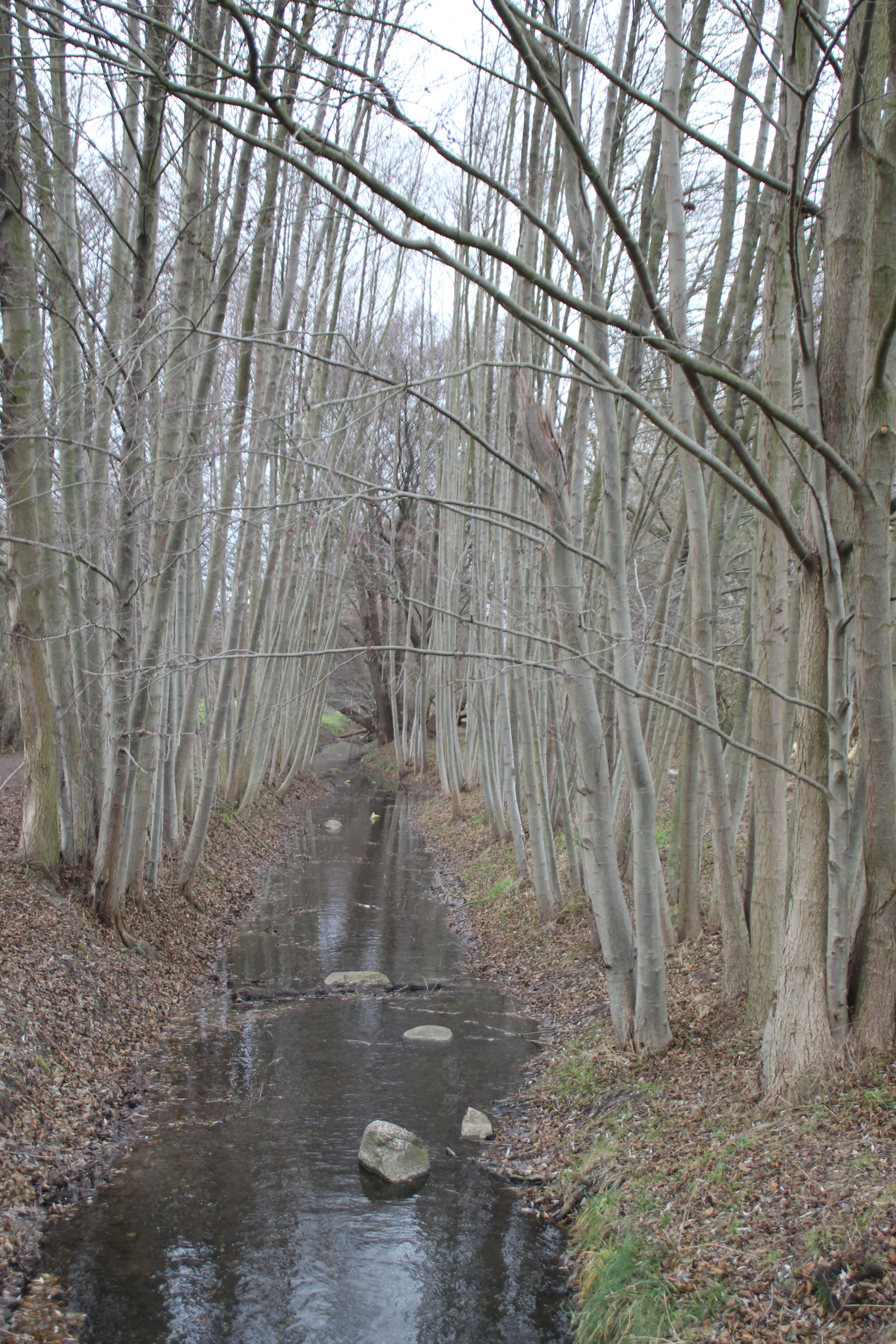
Die Laake an der Grenze zur Stadtrandsiedlung Malchow im Dezember 2020

- Schmiedebankplatz (Lage) eine rechteckige (130 m × 50 m) Grünfläche im Verlauf des Hofzeichendamms. Er wurde am 15. Februar 1997 nach dem Hofzeichen des Kossätenhofs von Torbe Münchehagen seit 1598 – einer Schmiedebank – benannt. Dieser Platz ist in der LOR-Liste nicht aufgeführt.
- Der Platz an den Kasematten (Lage) ist eine rechteckige (230 m × 60 m) mit Bäumen bepflanzte Grünfläche am Ende der Achillesstraße, begrenzt von Bede- und Ingwäonenweg. Benannt ist er nach dem im Verzeichnis der Bucher Flurnamen (Feldregister von 1725) aufgeführten Flurstück „Aufn Kesematen“ im „1. tem oder Carowschem Feld, vom Schwanebecker Felde“. Dieser Platz ist in der LOR-Liste nicht aufgeführt.

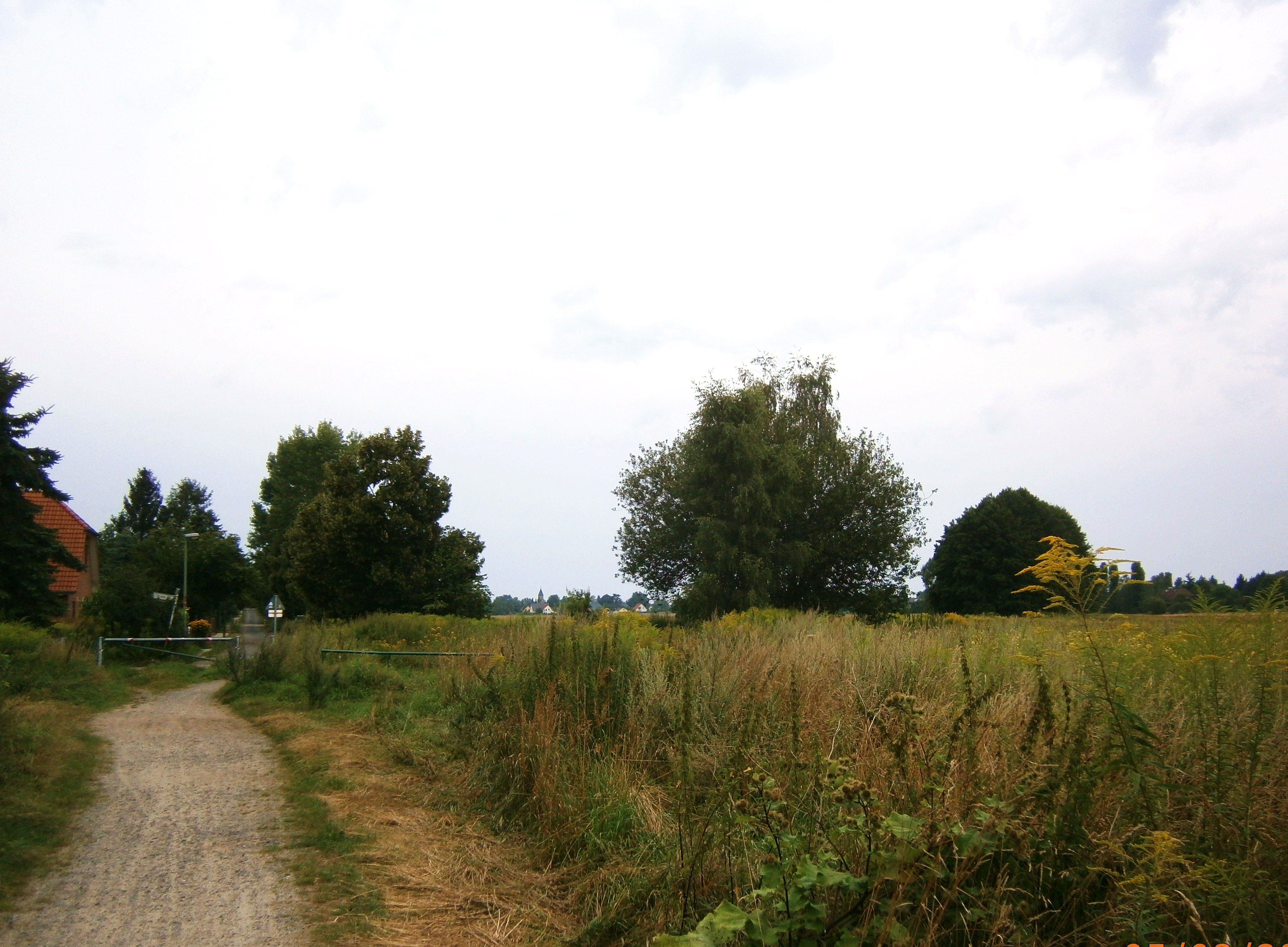
Brachfläche zwischen Straße 70 und Straße 73 vom Barnimer Dörferweg aus

- Besonders östlich des Hauptstraßenzuges Blankenburger Chaussee / Alt-Karow / Bucher Chaussee befinden sich mehrere noch unbebaute Ödlandflächen,[2] die landwirtschaftlich nicht genutzt werden, entlang vom Karower Abflussgraben und der Laake (Lage) und westlich entlang des Upstallgrabens (Lage).

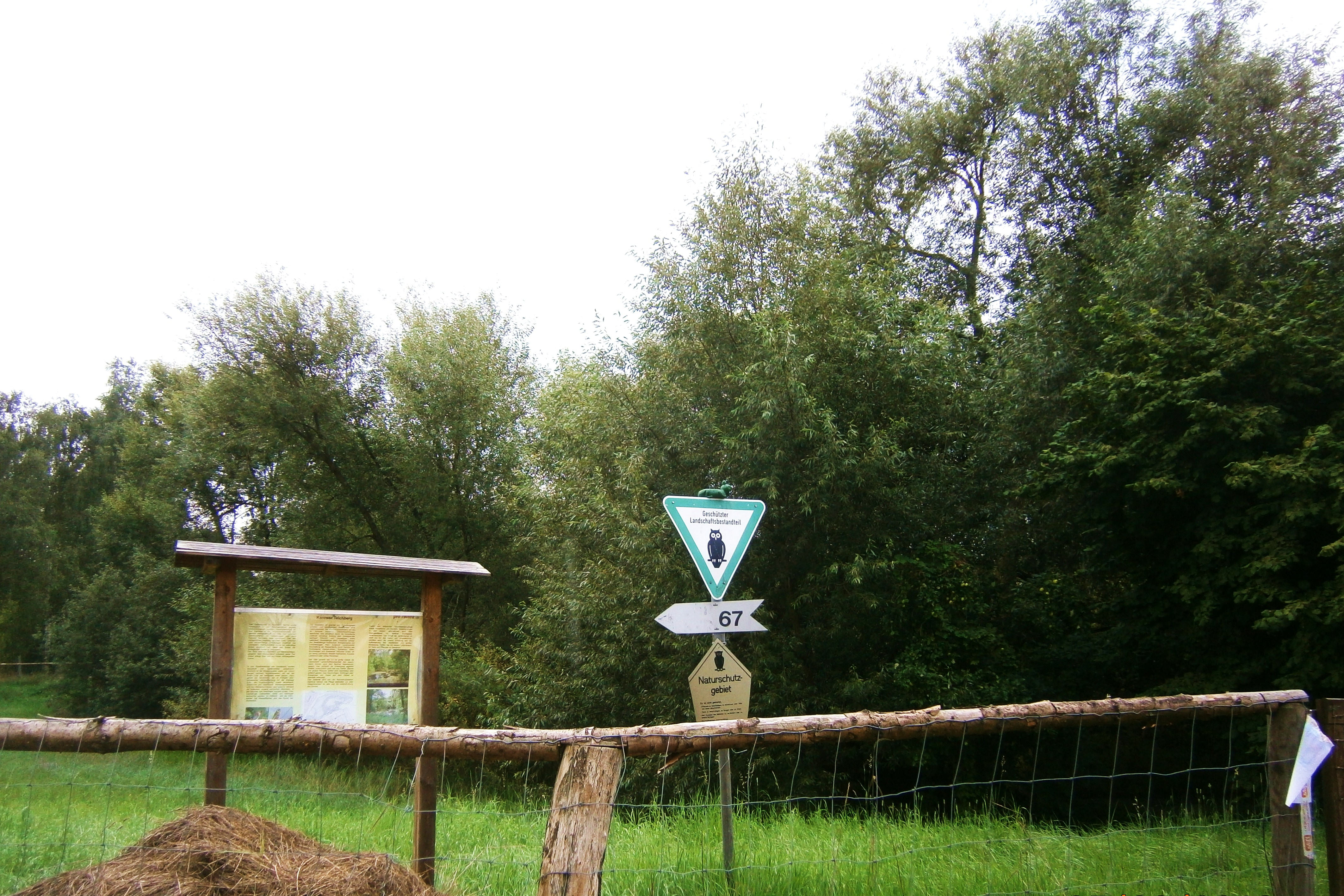
Karower Teichberg

- Geschützter Landschaftsbestandteil „Karower Teichberg“